# Hemidactylus tamhiniensis
Hemidactylus tamhiniensis — вид ящірок з родини геконових (Gekkonidae). Відкритий у 2021 році.

## Поширення
Ендемік Індії. Вид поширений на півночі Західних Гатів у штаті Магараштра.

## Опис
Тіло завдовжки до 12,6 см, не враховуючи хвоста.